# 田村翔子 (バレーボール)
田村 翔子（たむら しょうこ、1990年4月14日 - ）は、日本の元女子バレーボール選手。

## 来歴
埼玉県児玉郡上里町出身。母が小学生チームのコーチをしていた影響で、小学校1年生からバレーボールを始める。
2009年、V・プレミアリーグのパイオニアレッドウィングスに入団。
2014年、チームの廃部と同時に現役引退。深谷ビッグタートルの職員となり、バレーボール教室の講師として活動している。

## 人物
- 2歳下の弟がいる。

## 所属チーム
- 賀美小（賀美小J.V.B）
- 貝塚二中
- 下北沢成徳高（2006-2009年）
- パイオニアレッドウィングス（2009-2014年）